# Cordylus capensis
Cordylus capensis är en ödleart som beskrevs av  Smith 1838. Cordylus capensis ingår i släktet Cordylus och familjen gördelsvansar. Inga underarter finns listade i Catalogue of Life.